# Geographic Names Information System

A United States Geological Survey logója

A Geographic Names Information System (rövidítve GNIS) az Amerikai Egyesült Államok és külbirtokai, Antarktika, a Marshall-szigetek, a Mikronéziai Szövetségi Államok és Palau földrajzi egységeit nyilvántartó adatbázis, amelyet az USA földtani intézete és földrajzinév-bizottsága fejlesztett az elnevezések szabványosításának céljából.
A feldolgozás két fázisból állt; a hivatalos és helyi nevek eltéréseit kezelő harmadik fázisra végül nem került sor.
Az adatbázis a topográfiai térképekből és bibliográfiai forrásokból álló rendszer része, amely az elnevezések mellett tartalmazza az azokat igazoló forráshivatkozásokat és az alternatív neveket is. Minden bejegyzés GNIS-azonosítót kap; rekordot csak akkor törölnek, ha az egyértelmű duplikáció.

## Eredeti céljai
A GNIS eredetileg négy célt szolgált: a különböző szervek által gyűjtött adatok duplikációjának kiküszöbölése, a különböző források egységesítése, a szövetségi és állami források begyűjtése és a szövetségi adatok szabványosítása.

## Első fázis
Az 1978 és 1981 között zajló fázist az 1976-os kansasi és coloradói projekt előzte meg, melynek során öt adatbázis készült. A feldolgozás során kihagyták azon elemeket (például repülőterek, adótornyok, civil létesítmények, földmérési alappontok és helyi névváltozatok), amelyeket a United States Geological Survey-től független térképek jobban dokumentáltak.
Az adatbázist államonként 2–3 spirálfüzeten, mikrofilm-lemezen, valamint mágnesszalagon EBCDIC-formátumban, 4960 byte-os blokkokban 248 byte hosszúságú rekordokban tárolt formában adták ki (utóbbi esetben kérés esetén a kódolást módosították).
A rekordokat osztályokba sorolták: ezek között van például a helység („olyan település, ahol emberi tevékenység van vagy volt”, és specifikusabb kategóriába nem sorolható), a lakott hely („hely vagy terület csoportos vagy szórványos épületekkel”), a forrás, a láva (lávafolyam, kepula és hasonlók), valamint a kút. A hegyeket a hegygerinc, hegylánc és hegycsúcs kategóriák egyikébe sorolták.
Egyes tavakat „tartályként” jelöltek meg, ami több szempontból is helytelen volt. Az osztály nem volt dokumentálva, a hadsereg topográfiai laboratóriuma szerint pedig „észszerűtlen” a Cayuga-tóhoz hasonló vizeket tartályként besorolni. A hadsereg szerint az osztály valójában víztározót jelentett, amely kívül esett a fennhatóságukon, és vélhetően egy gát lehetséges helyét jelölte.

### Nemzeti Földrajzinév-adatbázis
A Nemzeti Földrajzinév-adatbázis (NGNDB) ötvenhét állományból állt: minden államhoz, territóriumhoz, valamint a fővároshoz egy-egy tartozott, kivéve Alaszkát, amely egy korábbi, 1967-es gyűjteménnyel egészült ki. Később kettő, rövidített állományt is kiadtak: az egyikben az ötvenezer legismertebb lakott település, a másikban pedig a lakott helyek többsége szerepelt. A feldolgozáshoz a USGS térképei mellett más forrásokat is felhasználtak.
Az első fázisban a tengerszint feletti magasságot kizárólag lábban adták meg, és azt is csak akkor, ha az elemhez tényleges magasságot rögzítettek. Az adat a legkisebb, vagy legnagyobb magasság volt; a kontúrvonalak közötti interpolációval meghatározott magasságértékeket a második fázisban rögzítették.
A rekordok neveként a hivatalos elnevezést adták meg (kivéve, ha abban a rendszer által akkor még kezelhetetlen diakritikus jelek szerepeltek; ezeket későbbi javítás céljából csillaggal jelölték). Ha a név tartalmazta az osztályt, akkor az az elnevezés végére került (például Mount Saint Helenst „Saint Helens, Mount” formában rögzítették).
A területi kiterjedéssel rendelkező elemeknél elsődleges koordinátaként a torkolat vagy a középpont elhelyezkedését adták meg (a hordalékkúpokat és folyódeltákat torkolatként kezelték); utóbbiakat a digitalizálók becsléssel állapították meg azzal a megkötéssel, hogy az areális objektumok középpontjai nem lehetnek átfedéssel más elemekkel. A városok és nagyobb lakott helyek esetén valamely központi helyszín (városháza, könyvtár, nagyobb közúti csomópont vagy kereskedelmi negyed) koordinátáit adták meg. A másodlagos koordináták helymeghatározási segédletként szolgáltak, és az adott elem bármely más pontját megadhatták. A folyók forrásait a kapcsolódó elemektől függően a legrövidebb lefolyás alapján határozták meg.

### Topográfiai adatbázis
A topográfiai adatbázis (TMNDB) szintén 57 fájlt tartalmazott: ebből 56 1:24000 arányú, az 57. pedig 1:10000 és 1:250000 arányú térképeket tartalmazott. A diakritikus jelek kivételével minden nevet pontosan a térképen szereplő formában rögzítettek.
Az NGNDB-vel ellentétben a helyszínek a térkép délkeleti sarkának koordinátái voltak (Amerikai Szamoa és Guam esetében az északkeleti sarok).
A TMNDB-t az 1990-es években Földrajzi cellanév-adatbázisra (GCNDB) nevezték át.

### Általános adatbázis
Az általános adatbázis a térképforrásokról összegyűjtött fogalmak géppel olvasható, gyűjteményekbe rendezett szójegyzéke.

### Nemzeti Atlasz
A Nemzeti Atlasz adatbázisa a Nemzeti Földrajzinév-adatbázis rövidített formája volt; később az előbbiben szereplő koordinátákkal felülírták az utóbbi tartalmát.

### A földrajzinév-bizottság adatbázisa
Az adatbázisban a földrajzinév-bizottság és a Kongresszus által 1890-től hozott elnevezési határozatok szerepeltek; a koordináták, a tengerszint feletti magasság és a diakritikus jelek tekintetében a Nemzeti Földrajzinév-adatbázisnál alkalmazott szabályokat követte.

## Második fázis
A második fázis az elsőnél szélesebb körű adathalmazra terjedt ki. 2003-ra 42 államot teljesen feldolgoztak, négy folyamatban volt, további négy esetében pedig a források szisztematikus feldolgozására vártak. Az adatbázis további osztályokkal egészült ki (például elhagyott indián települések, kísértetvárosok, megszűnt vasútvonalak megállói, lakóparkok, bevásárlóközpontok és autópálya-pihenőhelyek).
A feldolgozással a szövetségi kormány a magánszektort (például egyetemi kutatókat) bízta meg.

### Antarktika
Az 1990-es években létrehozott antarktikai földrajzinév-adatbázis (AGNDB) a földrajzinév-bizottság által Antarktika és a közeli szigetek (például Déli-Georgia és Déli-Sandwich-szigetek) esetén jóváhagyott neveket tartalmazta; a gyűjteményben csak a természeti képződmények szerepeltek, a kutatóállomások nem.

### További adathordozók
Az 1990-es évektől az adatbázis már nemcsak papíron és mágnesszalagon, hanem flopilemezen, CD-ROM-on és FTP-n keresztüli letöltéssel is elérhetővé vált. Az NGNDB-t, az AGNDB-t, a GCNDB-t és a bibliográfiai forrásokat (RDB) tartalmazó kompaktlemezen szereplő olvasószoftver az IBM PC DOS 3.0 vagy újabb verzióin működött. FTP-n keresztül lehetőség volt a szűkítésre a lakott helyek, a jelentősebb helyszínek vagy a megszűnt elemek szerint.

## Lakott helyek
A feldolgozás során a lakott helyeket nem sorolták alkategóriákba; a hadsereg 1996-os jelentése szerint „[az] egyetlen lakossal rendelkező terület ugyanannyira jelentős, mint a New Yorkhoz hasonló népességcentrumok”.
A Connecticuti Egyetem kutatói a Landsat-programmal való 2001-es összehasonlítás során felfedezték, hogy az állam GNIS szerinti lakott helyei közül több is útkereszteződésben feküdt, és ezekhez nem tartozott azonosítható település. Ezek nevében szerepelt a „Corner” (sarok) szó; a kutatók megállapították, hogy ezek egykori települések vagy térképészeti jelölők voltak. Az USA-ban a corner szó a felmért sokszög sarkára utal; ezt „határfával” vagy „sarokszoborral” jelzik.
William Bright, a UCLA professzora az indián nevek 2004-es vizsgálatakor megállapította, hogy az adatbázis több eleme is téves, vagy olyan vasúti szárnyvonalat jelöl, ahol soha nem volt lakott település. A hibás besorolások más szolgáltatásokra is átterjedtek: például a Google Térkép több egykori vasútállomást is tévesen településként jelöl.

## Elnevezések módosítása
Az elnevezési kérelmek általában az állami földrajzinév-bizottságoktól vagy a megyei kormányzótanácsoktól érkeznek, azonban ezeket nem mindig hajtják végre: Michigan állam három nagyobb változtatási kérelmet is benyújtott, azonban ezek nem kerültek be a GNIS adatbázisába.
Ezzel szemben alaszkai középiskolai diákok tanáraik, egy nyelvészprofesszor és egy indián neveket gyűjtő férfi segítségével sikerrel jártak, és több, szerintük rasszista elnevezés módosítását is elérték: a Negrohead-patakot az atapaszka nyelvű Lochenyatth-patakra, a Negrohead-hegyet pedig Tl’oo Khanishyah-hegyre, amely alsó-tanana és gwich’in nyelveken bozótost jelent. 2008-ban Mark Monmonier, a Syracuse Egyetem oktatójának javaslatára a pennsylvaniai Niger-domb (amely az eredeti térképeken Niggerként szerepelt) nevét Negro-dombra módosították.

### Etnikai gúnynevek eltávolítása
2021 novemberében a belügyminiszter elrendelte az indián nőkre alkalmazott pejoratív „squaw” kifejezés mellőzését. 1962-től a „nigger” helyett a „negro”, 1974-től pedig a japánokra alkalmazott „jap” helyett a „japanese” formát használják.
A gúnynevek adatbázisának 2015-ös vizsgálatakor 1441 ilyen névváltozatot találtak; a pejoratív kifejezések minden államban előfordultak, a legtöbbet Arizonában találtak. Howell Grange 1983-as Arizona’s Names: X Marks the Place című könyvében további, a GNIS adatbázisában nem szereplő gúnynevek találhatóak. Ugyan Stewart Udall rendeletével a „nigger” használatát mellőzték, a „negro” és más kifejezések 2015-ben továbbra is szerepeltek az adatgyűjteményben. A „squaw” és különböző változatai 828-szor fordultak elő.

## Fordítás
- Ez a szócikk részben vagy egészben  a   Geographic Names Information System című angol Wikipédia-szócikk ezen változatának fordításán alapul.  Az eredeti cikk szerkesztőit annak laptörténete sorolja fel. Ez a jelzés csupán a megfogalmazás eredetét és a szerzői jogokat jelzi, nem szolgál a cikkben szereplő információk forrásmegjelöléseként.